# Estraden (Schiff)
Die Estraden ist ein finnisches RoRo-Schiff.

## Geschichte
Das Schiff wurde 1999 bei Aker Finnyards in Rauma für die Bore-Reederei gebaut. Die Kiellegung fand am 9. April, der Stapellauf am 16. Oktober 1998 statt. Die Fertigstellung des Schiffes erfolgte am 5. Februar 1999.
2014 und 2015 erhielt das Schiff zur Kraftstoffeinsparung zwei 18 m hohe Flettner-Rotoren des finnischen Unternehmens Norsepower und zählt damit zu den seltenen Hybridschiffen, die über einen zusätzlichen Windantrieb verfügen. Der erste Einbau erfolgte in Turku und dauerte rund sieben Stunden, da das Fundament bereits beim letzten Werftaufenthalt eingebaut worden war. Ein Rotor wurde vorher mit der Bezeichnung „Rotor Sail Solution“ in Naantali auf einer Testanlage untersucht. Je nach Windverhältnissen liegen die Kraftstoffeinsparungen bei 5 bis 10 %.

## Technische Daten und Ausstattung
Der Antrieb des Schiffes erfolgt durch zwei Wärtsilä-Dieselmotoren des Typs 8L46A mit jeweils 7.240 kW Leistung. Für die Stromerzeugung stehen zwei Caterpillar-Dieselgeneratoren des Typs 3508B mit jeweils 856 kW Leistung sowie ein Wellengenerator mit 1.200 kW Leistung zur Verfügung. Das Schiff ist mit einem Bugstrahlruder mit 1.100 kW Leistung ausgestattet.
Das Schiff wird über eine 14,5 m lange und 20 m breite Heckrampe be- und entladen, die mit maximal 120 t belastet werden kann. Über die Heckrampe wird das Hauptdeck erreicht. Vom Hauptdeck aus ist ein RoRo-Deck auf der Tankdecke sowie ein RoRo-Deck auf dem Wetterdeck zu erreichen. Zwischen Hauptdeck und Tankdecke befindet sich eine fest Rampe, das Wetterdeck ist über eine höhenverstellbare Rampe zu erreichen. Die Höhe der RoRo-Decks beträgt 4,7 m auf der Tankdecke und 7,2 m auf dem Hauptdeck.
Das Schiff verfügt über 2.270 Spurmeter, davon 360 m auf der Tankdecke, 950 m auf dem Hauptdeck und 960 m auf dem offenen Wetterdeck. Zusätzlich ist das Schiff mit zwei höhenverstellbaren Autodecks ausgerüstet, die über 530 bzw. 240 Spurmeter verfügen, so dass die RoRo-Kapazität auf 3040 Spurmeter erhöht werden kann. Auf der Tankdecke stehen 1.050 m², auf dem Hauptdeck 2.900 m² und auf dem Wetterdeck 2.650 m² zur Verfügung. Durch die höhenverstellbaren Autodecks können weitere 490 m² zur Verfügung gestellt werden. Tankdecke und Hauptdeck können mit 5 t/m², das Wetterdeck mit 2 t/m² belastet werden. Auf dem Wetterdeck können auch 363 20-Fuß-Container geladen werden.
Die Decksaufbauten befinden sich im vorderen Bereich des Schiffes. Unterhalb der Decksaufbauten ist die Höhe auf dem Wetterdeck auf 4,6 m beschränkt. An Bord ist Platz für zwölf Passagiere, die in sechs Kabinen untergebracht werden können. Der Rumpf des Schiffes ist eisverstärkt (Eisklasse 1A).